# Американо-чадські відносини
Відносини США — Чад (англ. Chad–United States relations) — двосторонні дипломатичні відносини між США та Чадом.

## Історія
У 1960 США встановили дипломатичні відносини з Чадом, після проголошення його незалежності від Франції. Між країнами склалися дружні стосунки: США надають економічну допомогу Чаду, а також допомагають країні в її боротьбі із внутрішніми негараздами.
Протягом 1960–70-х країни практично не підтримували економічних зв'язків. Посуха в Центральній Африці на початку 1970-х призвела до того, що США надали Чаду продовольчу та сільськогосподарську допомогу, включно з поставками зерна, тварин і матеріального забезпечення. Також США надали допомогу в будівництві доріг в районі озера Чад і для розвитку сільської місцевості.
До 1977 США вважали Чад частиною сфери впливу Франції, але потім стали нарощувати обсяги поставок військової техніки. У 1978 президент Чаду Фелікс Маллум запросив у США збільшення поставок військового спорядження для боротьби з повстанським рухом  Фроліна, що збіглося із збільшеною активністю СРСР в Африці, особливо в Ефіопії, і збільшенням поставок радянської військової техніки до Лівії. У підсумку, в 1980-ті США стали нарощувати обсяг військової допомоги Чаду з метою протидії лівійському лідеру Муаммару Каддафі.
На початку 1980-х США зробили ставку в лівійсько-чадському протистоянні на президента Чаду Хіссена Хабре, на відміну від Франції, яка сподівалася зберегти свої хороші відносини з Лівією.
До 1988 обсяги поставок американської допомоги в Чад збільшилися, але Державний департамент США став наголошувати на необхідності примирення воюючих угруповань. Країни уклали кілька угод про економічну та військову допомогу, включно з програмами з підвищення ефективності роботи уряду Хіссена Хабре та зміцнення довіри громадськості до уряду, а також обміном розвідувальною інформацією проти Лівії.
У квітні 2024 року Чад попросив США розірвати угоди про військову співпрацю між двома країнами.

## Економічні відносини
На США припадає понад 80 % обсягу експорту Чаду, перш за все нафти. Американська частка від загального обсягу імпорту в Чад становить 4 %. У 2013 США експортували з Чаду товарів на суму 41 млн доларів США, перш за все машин, пластмаси та крупи.